# 浜田雄史
浜田 雄史（はまだ ゆうし、1931年11月25日 - 2011年11月14日）は、日本の俳優。本名は奥村俊雄。晩年は鳥プロに所属していた。姉は松竹の女優、牧千草。

## 来歴
京都に生まれる。同志社大学の出身。進藤健二の紹介で大映京都の助監督の試験を受けるが、1954年（昭和29年）俳優として入社。芸名は父親の名前（浜吉）から取ったという。
1954年（昭和29年）『花の白虎隊』でデビュー（ノンクレジット）。同作では主演の市川雷蔵を始め、勝新太郎、花柳武始などの新人俳優が同時デビューしている（勝新太郎の本名は、奇しくも浜田の本名と読みが全く同じ「奥村利夫」。1931年11月29日生まれと、生年月日も浜田と近い）。
デビュー以後、時代劇を中心に脇役として出演。市川雷蔵との共演作が比較的多いが、雷蔵の吹き替えも多く務めた。『第三の影武者』（1963年）では雷蔵演じる城主の“第二の影武者”役が浜田本来の役だが、更に雷蔵が一人二役で演じる“第三の影武者”の吹き替えをも担当している。すなわち、城主（雷蔵）と第三の影武者（雷蔵）が同時に写るシーンにおいて、片方の役は全て浜田が担っており、浜田は後にこの役を振り返って「二人とも同じような顔立ちだから、同じ付け眉毛をしたら誰も分からへんかった」と明かしている。「市川雷蔵を偲ぶ会」の取材で雷蔵の人となりを問われた際には、「真面目で、おとぼけさん。タイプがよく似ている。だから黙っていても考えていることが分かるぐらい」と述懐。
市川雷蔵の遺作『博徒一代 血祭り不動』(1969年）や、大映京都の最後の作品『蜘蛛の湯女』(1971年）にも出演。大映倒産後はテレビに活動の場を移し、数多くの時代劇にゲスト出演した。
1956年（昭和31年）頃、同じ大映の女優、里中位子（たかこ）と結婚（のちに離婚）している。
脇役専門であった大映時代については、「あの時分に実力を持っていたらね、ちゃんとした監督さんやら、もっと可愛がってくれはったんやけど。今、やっぱり悔やみますね」と語っている。
2020年（令和２年）の雑誌インタビューで、大映出身の俳優であった伴勇太郎が浜田について次のように回想している。「浜田雄史は『花の白虎隊』でデビューして最初はいい役もらってたけど、まぁ厳しい先輩というかクセの強い京都人で、ギャンブル好き」。競馬場で顔を合わせることが多かったとのこと。
2011年（平成23年）11月14日午後8時43分、前立腺がんの為、京都の自宅で死去。最後に出演した映画は、2004年（平成16年）の『跋扈妖怪伝 牙吉』。

## 出演

### 映画
- 花の白虎隊（1954年 大映）- 隊士
- 赤穂義士（1954年 大映）- 大石主税
- 運ちゃん物語（1956年 大映）- アベックの青年
- 二十九人の喧嘩状（1957年 大映）- 小政
- 森の石松（1957年 大映）- 小政
- 炎上（1958年 大映）- 士官候補生
- 弁天小僧（1958年 大映）- 捕り方
- 蛇姫様（1959年 大映）- 佐伯彦次郎
- 講道館に陽は上る（1959年 大映）- 相模八郎
- 薄桜記（1959年 大映）- 壱岐練太郎
- 怪談累が淵（1960年 大映）- 駕籠屋
- 悪名（1961年 大映）- 土生の男
- 花の兄弟（1961年 大映）- まむしの伝次
- 破戒（1962年 大映）- 同僚の教師
- 斬る（1962年 大映）- 池辺義十郎
- 悲恋の若武者（1962年 大映）- 田島小吉
- 新選組始末記（1963年 大映）- 森平八
- 第三の影武者（1963年 大映）- 石原庄作
- 妖僧（1963年 大映）- 参議葛比古
- 続・忍びの者（1963年 大映）- 勘助
- 眠狂四郎勝負（1964年 大映）- 赤座軍兵ヱ
- 眠狂四郎女妖剣（1964年 大映）- 下曽我典馬
- 無宿者（1964年 大映）- 伝次
- 博徒ざむらい （1964年 大映）- 別手組侍Ａ
- 新鞍馬天狗（1965年 大映）- 沖田総司
- 剣鬼（1965年 大映）- 平田万之助
- 密告者（1965年 大映）- 小島一郎検事
- 悪名桜（1966年 大映）- 新聞記者
- 大魔神怒る（1966年 大映）- 百姓
- 大魔神逆襲（1966年 大映）- 小六
- 若親分乗り込む（1966年 大映）
- ある殺し屋（1967年 大映）- 巡査
- 若親分兇状旅 （1967年 大映）
- 陸軍中野学校 密命（1967年 大映）- 巡察将校
- ひとり狼（1968年 大映）
- 講道館破門状（1968年 大映）- 寺井
- 座頭市喧嘩太鼓（1968年 大映）- 村木兵馬
- 博徒一代 血祭り不動（1969年 大映）- 天野 昭
- 女左膳 濡れ燕片手斬り（1969年 大映）- 岩下甚内
- 玄海遊侠伝 破れかぶれ（1970年 大映）- ダルマの兼
- 若き日の講道館（1971年 大映）- 和久半三
- 蜘蛛の湯女（1971年 大映）- 忠兵衛
- 新座頭市物語 笠間の血祭り（1973年 勝プロ／東宝）- 政吉
- 御用牙 鬼の半蔵やわ肌小判（1974年 勝プロ／東宝）- 鳥居源太
- 跋扈妖怪伝 牙吉（2004年 牙吉製作委員会／ジーピー・ミュージアム）- 盲目の老人

### テレビドラマ
- 千葉周作 剣道まっしぐら 第39話「正剣・邪剣」（1971年、TBS）- 岩間十蔵
- 火曜日の女シリーズ あの子が死んだ朝（1972年、NTV）
- 木枯し紋次郎（フジテレビ / C.A.L）
  - 第1部
    - 第1話「川留めの水は濁った」（1972年）- 早馬の役人
    - 第2話「地蔵峠の雨に消える」（1972年）- 子分
    - 第13話「見かえり峠の落日」（1972年）- 関八州取締出役
- 水戸黄門（TBS / C.A.L）
  - 第5部
    - 第4話「黄門さまのおまじない -諏訪-」（1974年） - 米田屋番頭
    - 第16話「陰謀の罠 -広島-」（1974年） - 坊主
    - 第19話「親恋し娘巡礼 -今治-」（1974年）- 大工

  - 第6部 第14話「弥七二人旅 -津山-」（1975年） - 役人
  - 第7部
    - 第14話「八兵衛殿様五万石 -横手-」（1976年） - 林田
    - 第28話「ひょうろく玉の仇討ち -諏訪-」（1976年） - 新発田藩士

  - 第11部 第16話「大当り 黄門様の大芝居 -新発田-」（1980年） - 市蔵
  - 第12部 第10話「殴られた黄門様 -伏見-」（1981年） - 商人
  - 第13部 第1話「天下を狙う忍びの罠 -水戸・江戸-」（1982年） - 番頭
  - 第18部 第26話「怨念渦巻く祭の宿 -豊川-」（1988年） - 治助
  - 第22部
    - 第3話「天下の嶮の幽霊騒動 -箱根-」（1993年） - 儀助
    - 第33話「格さんの親友は脱藩者 -白河-」（1993年） - 番頭

  - 第23部
    - 第9話「悪を裁いた偽黄門様 -糸魚川-」（1994年）
    - 第12話「兄の敵はお殿様 -山中-」（1994年） - 忠吉
    - 第32話「酒にのまれて人殺し -兵庫-」（1995年） - 屋台の親父

  - 第25部 第13話「若様の水門破り -高松-」（1996年） - 手島屋番頭
- 座頭市物語 第7話「市に小鳥がとまった」（1974年11月14日、CX / 勝プロ）
- 銭形平次 (大川橋蔵)
  - 第539話「平次を狙え!」（1976年） - 吉弥
  - 第556話「居酒屋」（1977年） - 甚蔵
  - 第583話「お民の初恋」（1977年） - 弥七
  - 第604話「五年目の真実」（1978年） - 利助
  - 第645話「母娘草紙」（1978年） - 浪人
  - 第677話「おかめが泣いた」（1979年） - 番頭
  - 第683話「平次の心意気」（1979年） - 無二三
- 新 木枯し紋次郎（12ch / C.A.L）
  - 第2話「年に一度の手向草」（1977年）
  - 第14話「白刃を縛る五日の掟」（1977年）
  - 第21話「命は一度捨てるもの」（1978年）- 番頭・嘉兵衛
- 暴れん坊将軍シリーズ
  - 吉宗評判記 暴れん坊将軍
    - 第40話「翔べ!下町の神童」（1978年） - 多平
    - 第87話「八百万石を狙う凶弾」（1979年） - 花田右京太夫
    - 第97話「河豚より怖し小判鮫」（1982年） - 堀川小太夫

  - 暴れん坊将軍II
    - 第121話「花のお江戸で嫁とるだ!」（1985年） - 残間軍兵衛
    - 第156話「庭番慕情、禁じられた恋の笛!」（1986年） - 沼沢
    - 第172話「十手無用の父娘鳥!」（1986年） - 小久保源左衛門

  - 暴れん坊将軍III
    - 第28話「偽りの拝領妻」（1988年） - 内藤勘解由
    - 第47話「激震! なまず武士の怒り」（1989年） - 美濃屋

  - 暴れん坊将軍IV
    - 第20話「愛しき炎の剣!」（1991年） - 野上数右衛門
    - 第31話「お役者新さん 花の回り舞台!」（1991年） - 明庵

  - 暴れん坊将軍V
    - 第31話「空を飛んだ米相場」（1993年） - 米問屋(一)
    - 第34話「潜入! いれずみ湯の風来坊」（1994年） - 幸助

  - 暴れん坊将軍VI
    - 第5話「頑張れ! 江戸っ子若君」（1994年） - 蟹江美作守
    - 第22話「しっかり女房、降参する」（1995年） - 河内屋
    - 第29話「悲恋を斬る武士道」（1995年） - 加納源左衛門
    - 第40話「吉宗、騙りを働く!?」（1995年） - 村井兵庫

  - 暴れん坊将軍VII
    - 第8話「初手柄!おぶんの大奥退治」（1996年） - 相模屋
- 黒猫亭事件（1978年、毎日放送 / TBS）- 早坂（支配人）
- 日本名作怪談劇場 第6話「怪談 利根の渡」（1979年、12ch）- 野村政次郎
- 必殺シリーズ（ABC / 松竹）
  - 必殺仕事人 第75話「訴え技火だるま身替り消し」（1980年） - 同心青山
  - 新・必殺仕事人
    - 第6話「主水喧嘩の仲裁する」（1981年） - 同心佐々木
    - 第30話「主水御用納めする」（1981年） - 和田
    - 第49話「主水三味線にビクビクする」（1982年） - 同心

  - 必殺まっしぐら！第11話「相手は向島の元締」（1986年）-田原屋
- 影の軍団II 第16話「牝蜂は二度刺す」（1982年、関西テレビ）-真田信高
- 江戸の用心棒 (1994年のテレビドラマ)
  - 江戸の用心棒
    - 第2話「ガマの油とブリ大根」（1994年） - 飛騨屋
    - 第17話「17走れ!夜逃げ屋」（1995年） - 糸平

  - 江戸の用心棒II
    - 第6話「蝶々の仇討ち」（1995年） - 近江屋
    - 第13話「駈け落ち無情」（1996年） - 九十九屋
- 忠臣蔵～決断の時（2003年、テレビ東京）- 堀部弥兵衛